# 록히드 마틴 F-22 랩터

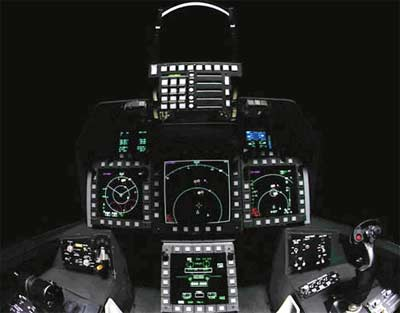
F-22 랩터의 조종석

F-22 랩터(영어: F-22 Raptor)는 록히드 마틴과 보잉이 제작한 미국 공군의 5세대 스텔스 전투기다. 록히드 마틴은 F-22 랩터 제작의 주계약업체로서 대부분의 기체, 무기 시스템, 최종 조립을 맡고 있다. 프로그램 파트너인 보잉은 날개, 기체, 항공전자 장치의 통합, 훈련 시스템을 맡고 있다. F-15 대체형으로 제공 우위에 초점을 두고 설계되었으나, 지상 공격과 전자전을 위한 장비도 탑재하고 있다. 현재 세계에서 Su-57, J-20, F-35를 포함한 5세대 전투기다.
프로토타입인 YF-22와 F/A-22로도 알려져 있다. 2006년 1월 13일 미국 공군에 정식으로 배치되었다. 개발 비용과 시간이 지연되었음에도, 미국 공군은 F-22를 미 공군의 핵심 전력으로 간주하고 있으며, 지금까지 알려진 전투기들과 비교 대상이 되지 않는다는 견해다. 록히드 마틴사는 랩터의 스텔스, 속도, 기동성, 정확성, 상황인식 그리고 공중전과 공대지 능력을 종합해서 평가할 때, 현재 세계 최고 전투기로 평가하고 있다. 앵거스 휴스턴 전 호주 방위군사령관은 2004년 인터뷰에서 "F-22는 지금까지 제일 뛰어난 전투기가 될 것이다"라고 말했다.

## 개발 배경
미국의 ATF(Advanced Tactical Fighter, 고등전술전투기) 계획에 따라 제작되었다. 냉전시절 소련의 카피 기술력이 나날히 발전해감에 따라 더 이상 시계외 전투에서도 우위를 점하지 못할까 두려워진 미군은 국가가 가진 항공기술의 모든 걸 쏟아부어 적 전투기보다 1~2세대 앞선 무적의 전투기를 만들어내어 소련 전투기를 피해 없이 격멸해 제공권을 차지한다는 개념으로 개발이 시작되었으며, F-15를 완전히 대체하는게 처음의 목표였다. 하지만 만들다 보니 너무 비싼 가격으로 인해서 F-15를 완전히 대체하는 건 불가능하다는 결론에 이르렀다. 결국, 하이-로우 전술이 그대로 내려져와 하이급인 F-15는 F-22가 대체, 로우급인 F-16은 3군 통합 전투기, 일명 JSF(Joint Strike Fighter)계획에 따라 록히드 마틴의 F-35 라이트닝 II가 대체하기로 하였다.
개발단계에서는 록히드 마틴이 2차대전 중 자사가 개발한 쌍발 전투기인 P-38 라이트닝의 이름을 빌려와 프로토 타입 이름을 YF-22 라이트닝 II라 명명을 사용하였다. 제식명이 정해지기 전에 라이트닝 II를 비롯한 몇 가지 후보 명칭이 떠돌아다녔는데 노스롭사의 YF-23과의 경합에서 승리한 후 미 공군에 의하여 F-22 랩터라는 제식명칭을 부여받았다.
가끔 YF-23이 더 성능이 좋은데도 미 공군이 록히드 마틴의 로비에 넘어가 F-22를 선택했다고 주장하기도 하는데, 사실 YF-23과 F-22는 성향이 다르기에 성능비교는 큰 의미가 없다. F-22가 선택된 이유는 YF-23이 F-22보다 더 잦은 수리가 필요하다는 것과 시스템적 오류 때문에 납품 기일을 못 지켰기 때문이고, 더군다나 가격도 F-22에 비해 약 1.5배 더 비쌌다.
F-22 전투기는 일부 전문가들에게 "F-22가 최강의 전투기임은 확실하지만 성능에 비해서 너무 몸집이 크고, 너무 무장량이 적고, 너무 스텔스 기능에만 치우쳐 있다."는 지적을 받았다.

## 특징
미국의 하이-로우 전술에 따라 하이급인 F-15를 대체해야 해서 엄청난 성능의 전투기로 만들어졌다. 세계 최고의 스텔스 기술이 적용되어 있고, 슈퍼 크루즈가 가능한 전투기이다.
작전 반경도 약 2,100km 정도인데, 오로지 내부 연료통으로만 실현하였다. 스텔스 기술이 적용되어 있어서 외부 무장을 하는게 좋지 않은터라 내부 무장창을 쓰는데, 폭장량은 외부 무장량에 비해 조금 제한적이다. AIM-120 암람 미사일을 예로 들어서 발사시 무장창이 열리고 닫히는데 소요시간은 약 1초다.
추력편향 노즐을 채용한 스러스트 벡터링 컨트롤 능력을 가지고 있어 다른 전투기를 완전히 능가하는 고 AOA, Post-Stall 기동을 보여준다. 이는 수호이 계열의 Su-30MKi, MKM도 보유하고 있는 기동이나, 이들 기종이 아음속에서의 방향전환과 초저속에서의 기동 안정성에 중점을 둔 것과 달리 초음속 상태에서의 고기동을 위해서 만들어졌다. 즉 아음속에서 다른 비행기가 내는 고기동을 초음속에서 구현하기 위한 것이다.
두 대의 제트 엔진으로 로켓처럼 수직상승을 계속할 수도 있고, 음속돌파 후 애프터버너를 안 켜고 기본 출력으로 음속을 유지할 수 있는 초음속 순항을 할 수 있다. 비행 동영상을 보면 러시아의 Su-27 계열이나 가능하다던 푸카초프 코브라 기동도 가볍게 해내고 칼로 자른 듯한 안정적이고 기계적인 기동성을 보여주어 그 성능을 짐작케 한다. F-22 랩터의 엔진은 현재 인간이 만들어낸 전투기용 제트 엔진 중에서 가장 강력한 추력을 낸다. 추력편향노즐을 장착했고, 밀리터리 파워 추력은 12,000kg, 애프터버너를 켜면 18,000kg이 나온다.
또한 F-22 랩터의 레이더는 적기의 RWR에 걸리지 않도록 전파방사 패턴을 바꾸기 때문에 적의 RWR는 조종사에게 자신이 락온되었다는 사실도 알려줄 수 없다. RWR의 패턴 판단으로 ECM이 재밍 신호를 만들어내기 때문에, RWR의 기능상실은 전자전 기능 자체의 상실을 의미한다. 따라서 F-22 랩터에 대해 전자전을 전혀 할 수 없다는 것이다. F-22 랩터를 상대로 전자전을 하려면 EA-18G 그라울러 정도는 되어야 할 만큼의 엄청난 성능을 가지고 있어야 한다.
2006년의 Northern Edge 훈련에서 F-22와 F-15의 블루포스와 F-15, F-16, F/A-18, E-3 조기경보기의 레드포스가 벌인 모의 공중전때의 성적은 2대 241이 나왔다. 여기서 격추된 두 대의 블루포스는 F-22가 아니라 F-15였다. 레드포스는 격추 판정 후에도 부활을 시켜서 전투에 재참가시켰는데 블루포스는 이걸 허용 안한 성적이다.
훈련 중에 F-22 랩터를 상대로 공중전을 했던 F-15, F/A-18 파일럿들은 '도그파이트 할 거리에서 눈앞에 뻔히 보이는데 레이다에도 안 걸리고 무기 락온도 안 된다'라며 엄청난 스텔스 성능을 자랑한다고 했다. 미사일을 발사할 때 무장창이 열리기 때문에 잠시 레이다에 잡히나, 레이다에 잡히는 시간은 2초가 채 안되기 때문에 적기가 대응하기에는 너무 짧은 시간이다. 근접전으로 기관총을 쏴서 잡는 것조차 기동성이 현 주력인 4세대기들보다 우월하다.
STOL(단거리 이착륙)기능과 인공지능을 사용하는 익스퍼트시스템 등 최고 수준의 기술이 결집되어 있다. 초당 7억 회의 명령어 연산을 수행할 수 있고(700MIPS) 최대 2,000MIPS까지 성능을 높일 수 있는 2대의 CIP(Common Integrated Processor)에는 작전에 관한 모든 데이터가 저장되어 있다.
EA-18G 그라울러가 훈련상황에서 전자전 능력을 이용해 F-22 랩터 격추 판정을 받기도 했다. 아주 우연히 F-22 랩터의 레이다를 ECM으로 먹통으로 만든 뒤 자위용 무장이던 AIM-120 암람을 사용해 따냈다. 현재 그 EA-18G 그라울러에는 훈련이었음에도 자랑스럽게 F-22 랩터 킬마크를 추가시켜놓고 있다.
양쪽 날개 밑에 각각 2,268kg(5,000파운드)의 폭탄과 M61A2 20mm 포 1문, AIM-120 미사일 4기, AIM-9 사이더와인더 미사일 4기 등의 무기를 탑재할 수 있다. 애프터버너 없이 마하 1.5까지의 속도를 낼 수 있는 높은 연비를 유지한다. 항속거리는 2개의 외부 연료탱크 장착시 2,963km(1,600nmi)이며, 상승 한도는 65,000ft(20,000m)이다.

## 속도
최고 속도는 마하 2.25 (1,500mph, 2,414km/h)이다. 해수면 속도는 마하 1.21(1,482km/h)이고 초음속 순항 속도는 마하 1.82(1,963km/h)이다.

## 아이언볼
F-22는 아이언볼이라는 레이다 흡수 물질(RAM)을 사용했다고 알려져 있다. U-2 정찰기, SR-71 정찰기, F-117 폭격기, F-22 전투기에 칠한 램 페인트를 "아이언볼"이라고 부른다. 2005년 11월, F-35 예산을 줄여 F-22를 더 많이 구입하기 위한 노력의 일환으로 미국 공군은 F-22 전투기가 금속 구슬(metal marble) 수준의 RCS를 가지고 있으며 F-35의 RCS는 금속 골프 공 수준이라고 발표하였으나, 두 기체 모두 정확한 RCS값은 알려지지 않았다.

## 일본의 F-22 도입
초기 생산된 F-15J 대체를 목적으로 한 차기 전투기 도입 사업에서 일본은 F-22를 희망하고 있다. 아울러 현재 미 공군도 F-22의 추가 도입을 원하지만, 의회에서 예산 등의 문제로 상당 부분을 F-35로 대체 할 것을 요구받는 상태이고, 미국 의회가 2018년까지 F-22의 해외 수출을 금지하는 법안을 통과시킴으로써 아직까지 일본의 F-22 도입이 그다지 희망적이지 않다.
F-22의 수출이 미 의회가 승인한다고 하더라도 미 공군과 동형 동급의 F-22가 아닌 F-35로 한정해서 할 것이라고 한다.
이는 곧 수출형 다운그레이드 F-22를 최초 도입을 하는 국가가 초도 생산분에 포함되어 있는 개발비용 전액을 다 부담하여야 한다는 뜻으로 F-22 수출 전망을 불투명하게 하는 요인 중의 하나이다. 현재 미국은 일본에 F-35를 대신 판매하였다.
- 1972년 7월 27일 - F-15 최초 비행
- 1975년 - 이스라엘 F-15 최초 획득. Peace Fox Program
- 1976년 1월 9일 - F-4 후속기 F-15 미군 실전배치
- 1977년 - 일본 항공자위대 F-15J 구입 구상
- 1978년 - 일본 F-15 구입예산 책정
- 1981년 3월 - F-15 완제품 2대가 맥도널 더글러스사에서 생산되어 일본으로 날아옴.
- 1990년 8월 29일 - YF-22 최초 비행
- 1997년 8월 7일 - F-22 최초 비행
- 2005년 10월 7일 - F-15K 완제품 2대가 미국 보잉사에서 생산되어 한국으로 날아옴.
- 2005년 12월 5일 - F-15 후속기 F-22 미군 실전배치
- 2007년 - 일본 총리 F-22 구입 의사표시, 일본형 스텔스기 미쓰비시 ATD-X 본격 독자 연구개발 돌입
- 2011년 - 일본 항공자위대 F-35 구입

## FB-22
FB-22 스트라이크 랩터(FB-22 Strike Raptor)는 F-22 랩터의 개량 버전으로, 록히드 마틴사가 F-15E 전폭기의 후계로 제안하였다.
FB-22는 B-2, B-1의 항속 거리를 충족 할 수 없고 탑재 능력을 충족할 수 없으므로 이를 '중간 규모의 폭격기'로 정의하고 기존의 F-22 부품과 설계를 이용하여 생산비용을 현격하게 절감할 수 있는 장점과 또한 개발에 대한 위험부담 등을 줄일 수 있다는 판단이었다. 더불어 F-22의 줄어든 생산대수에 대한 보상을 통해 경제적인 효과도 누릴 수 있는 것이다. 실제로 임무를 구상해보면 기존의 F-111 전술 폭격기 임무를 대체하면서, 지역분쟁 투입용 폭격기로 보아도 무방하다.
그러나 미 공군에서 관심을 가지지 않는 관계로 개발이 무산될 것으로 보인다.

## F-22 업그레이드

### 업그레이드 계약
2020년 미 공군이 F-22를 업그레이드할 것을 발표했다. 사업명은 ARES다. 지난달 19일 정부 조달 웹사이트(beta.sam.gov)에 게재한 사전 제안요청서 요약문에 따르면 F-22 사업담당실은 미 공군이 5세대 전투기에 대한 미래 성능개량을 위해 록히드마틴사를 독점계약업체로 계약을 체결할 예정이다. 다만, ARES 사업과 관련한 구체적인 현대화 작업 계획과 계약금액 규모는 밝히지 않았다. 제인스(Janes)사 세계 공군 자료에서 따르면, F-22 전투기는 2003년 도입된 이래 항공 전자장치 개선, 수명지원체계 최신화, 새로운 공대공·공대지 무기 등 성능개량을 지속적으로 추진하고 있다.
2021년 11월부터 F-22에 대한 현대화 개량사업이 진행을 했었다.

## 실전기록
2012년 4월 30일, AFP 통신은 미국 관리가 "미국이 F-22 랩터를 UAE 알 다프라 공군기지에 배치했다"고 공식확인했다고 전했다.
2013년, UAE의 알 다프라 공군기지에서 F-22 랩터가 발진해 이란 공군의 F-4 팬텀 전투기를 요격했다.
2014년 9월 23일, 시리아 공습 첫날에, 처음으로 실전에 나선 F-22 랩터는 시리아 북부 IS의 근거지인 락까시에서도 IS 지휘본부를 타격했다. 전문가들은 이번에도 UAE 알 다프라 공군기지의 F-22A를 사용한 것으로 추측한다.

## 사고
2010년 11월 16일, F-22 전투기 한 대가 알래스카주 탈키트나 산맥(Talkeetna Mountains)에 추락해 조종사 제프 봉 헤이니(Jeff 'Bong' Haney, 1979 ~ 2010) 대위가 사망했다. 2년 후인 2012년 11월 15일, F-22 전투기 한 대가 또다시 추락했다. 다행히 조종사는 무사한 것으로 알려졌다. 또 산소부족 으로 조종사 1명이 사망해서
F-35 라이트닝 ll 이 계발됐다.
2018년 미국에서 분 태풍으로 인해, F-22 17대가 파손됐다. 미 공군이 운용하는 185대의 전체 F-22 중에서 17대는 10%에 달하는 숫자다.
2020년 5월, F-22 전투기 1대가 훈련 중 추락했다.

## 같이 보기
- 5세대 전투기
- 초음속 순항
- 노스럽 YF-23
- 수호이 Su-57
- FB-22 스트라이크 랩터
- F-3 심신
- F-35 라이트닝 II